# Sartell
La ville américaine de Sartell est située dans les comtés de Benton et Stearns, dans l’État du Minnesota. Lors du recensement de 2010, sa population s’élevait à 15 876 habitants.

## Source
- (en) Cet article est partiellement ou en totalité issu de l’article de Wikipédia en anglais intitulé « Sartell, Minnesota » (voir la liste des auteurs).